# Cantiveros
Cantiveros település Spanyolországban, Ávila tartományban.  Lakosainak száma 99 fő (2024).

## Népesség
A település népessége az utóbbi években az alábbiak szerint változott:
| Lakosok száma | 186  | 182  | 176  | 151  | 139  | 132  | 120  | 103  | 100  | 99   |
|               | 2001 | 2004 | 2006 | 2009 | 2011 | 2014 | 2016 | 2019 | 2021 | 2024 |